# Antonio Largo Cabrerizo
Antonio Largo Cabrerizo (Valladolid, 12 de junio de 1960) es un catedrático de química física español y actual rector de la Universidad de Valladolid.

## Biografía
Nacido en Valladolid en el seno de una familia con origen en la provincia de Soria, Antonio Largo Cabrerizo cursó sus estudios de educación secundaria en el vallisoletano Instituto Zorrilla y posteriormente se licenció en Ciencias Químicas en la Universidad de Valladolid en 1982 con Premio Extraordinario de Licenciatura y Premio Extraordinario al mejor expediente académico de la Facultad de Ciencias. En 1985 se doctoró en Ciencias Químicas por la misma universidad, con Premio Extraordinario de Doctorado. Posteriormente realizó estancias posdoctorales en los laboratorios de la empresa International Business Machines (IBM) en Kingston (Nueva York), bajo la tutela del profesor Enrico Clementi, y en la Universidad de Kent (Canterbury, Reino Unido). Entre junio de 1989 y septiembre de 1995 fue profesor titular en la Universidad de Oviedo, pasando posteriormente a la Universidad de Valladolid, donde fue profesor titular entre octubre de 1995 y octubre de 2007, hasta que obtuvo la cátedra de Química Física, que ocupa hasta hoy. Antonio Largo ha desarrollado su actividad científica en el campo de la química computacional y química interestelar, y es autor de más de 140 publicaciones en revistas científicas internacionales. Está casado con la también catedrática de Química Física Carmen Barrientos Benito y tiene tres hijos. Tras vencer en las elecciones a rector celebradas los días 12 de abril (primera vuelta) y 25 de abril (segunda vuelta) de 2018, fue proclamado rector de la Universidad de Valladolid el 2 de mayo de 2018.